# Budapests 2:a distrikt
Budapests 2:a distrikt är en del av huvudstaden Budapest i Ungern. Antalet invånare är 88 729.